# Llanharan
Llanharan è un centro abitato del Galles, situato nel distretto di contea di Rhondda Cynon Taf.

## Sport

### Football americano
A Llanharan ha sede la squadra di football americano dei South Wales Warriors.